# Adamski (Familienname)
Adamski ist ein Familienname.

## Herkunft und Bedeutung
Der Name Adamski ist polnischen Ursprungs. Während bei den polnischen Familiennamen die adjektivierende Schlusssilbe -ski oder -cki [t͡ski] mehrheitlich nach dem Herkunftsort oder dem Familienbesitz der Szlachta gebildet wurde, geht der Name Adamski in erster Linie auf den Namen Adam zurück. Üblicherweise werden bei polnischen Familiennamen, die aus dem Vornamen des Vaters oder eines berühmten Vorfahren entstanden, die Schlusssilbe -icz wie in Adamowicz angefügt.
Der Name kann allerdings auch auf die Herkunftsorte Adamy, Adamowo oder Adamki verweisen.

## Varianten
- Adamska (weibliche Form)
- Adamsky

## Namensträger
- Adam Adamski (* 1960), deutscher Kulturmanager, Autor, Produzent von TV-Sendungen und Textildesigner
- Antoni Adamski (* 1932), polnischer Hockeyspieler
- Filip Adamski (* 1983), deutscher Ruderer
- Florian Adamski (Schauspieler) (1971–2023), österreichischer Kabarettist und Schauspieler
- Florian Adamski (Lyriker) (* 1980), deutscher Lyriker
- George Adamski (1891–1965), US-amerikanischer Schriftsteller
- Hans Peter Adamski (* 1947), deutscher Maler und bildender Künstler
- Heinz-Josef Adamski (1911–2002), deutscher Historiker und Volkskundler
- Herbert Adamski (1910–1941), deutscher Ruderer
- Jerzy Adamski (Boxer) (1937–2002), polnischer Boxer
- Jerzy Adamski (Literaturkritiker) (1922–2001), polnischer Autor
- Kacper Adamski (* 1992), polnischer Handballspieler
- Manfred Adamski (1947–2005), deutscher Betriebsratsvorsitzender und Fußballfunktionär
- Marcin Adamski (* 1975), polnischer Fußballspieler
- Peter Adamski (* 1948), deutscher Pädagoge und Geschichtsdidaktiker
- Stanisław Adamski (1875–1967), polnischer Priester und politischer Aktivist
- Tadeusz Adamski (1922–2001), polnischer Hockeyspieler
- Tarek Adamski (* 1996), österreichischer Radiomoderator
- Władysław Adamski (* 1963), polnischer Politiker